# Cerro Vila Pucarani
Cerro Vila Pucarani är ett berg i Bolivia.   Det ligger i departementet Oruro, i den sydvästra delen av landet, 300 km väster om huvudstaden Sucre. Toppen på Cerro Vila Pucarani är 4 888 meter över havet, eller 1 221 meter över den omgivande terrängen. Bredden vid basen är 18,6 km.
Terrängen runt Cerro Vila Pucarani är huvudsakligen kuperad, men åt sydost är den bergig. Cerro Vila Pucarani är den högsta punkten i trakten. Trakten runt Cerro Vila Pucarani är nära nog obefolkad, med mindre än två invånare per kvadratkilometer.. 
Omgivningarna runt Cerro Vila Pucarani är i huvudsak ett öppet busklandskap.